# Llengües ijoid
Les llengües ijoid és una família lingüística aïllada de la gran família de les llengües nigerocongoleses. Les llengües ijoid es parlen totes a Nigèria.
Les llengües que formen part d'aquesta família lingüística són el defaka i les llengües ijo (ijo del sud-est, nkoroo, ibani, kalabari, kirike, biseni, okodia, oruma i izon. Tot i això, algun estudi afirma que les semblances amb la llengua defaka es deuen a la influència de les llengües ijo en aquesta.
Les llengües ijoid són llengües Subjecte-Objecte-Verb, cosa molt inusual entre les llengües nigerocongoleses.